# Entolasia olivacea
Entolasia olivacea är en gräsart som beskrevs av Otto Stapf. Entolasia olivacea ingår i släktet Entolasia och familjen gräs. Inga underarter finns listade i Catalogue of Life.